# Extreme-G
Extreme-G est un jeu vidéo de course sorti en 1997 sur Nintendo 64. Le jeu a été développé par Probe Entertainment et édité par Acclaim.
Il comporte 13 circuits, trois par thème (Désert/montagne, Ville, Grotte, Science-fiction) et un bonus.
De plus, il est jouable jusqu'à quatre joueurs simultanément, si on dispose de quatre manettes, et deux joueurs en mode grand prix.

## Système de jeu
C'est un jeu de course de moto, dans un style futuriste où le véhicule est entièrement carrossé (en effet, on ne voit pas le pilote). On participe à des coupes qui permettent de débloquer les circuits en multijoueurs ainsi que des motos plus performantes.
Il disposait d'un mode championnat, course unique et contre la montre en joueur simple.
En multijoueur, il disposait des mêmes possibilités, la plus intéressante étant celle de faire un championnat à deux joueurs, mais aussi un mode combat dans quatre arènes prévues à cet effet.

## Commercialisation
Extreme-G devient disponible sur Nintendo Switch aux abonnés du pack additionnel du Nintendo Switch Online à partir du 24 avril 2024.

## Postérité
Il connait une suite, Extreme-G 2, sorti en 1998 en Europe, aux États-Unis, et en 1999 au Japon.